# Marliana
Marliana är en ort och kommun i provinsen Pistoia i regionen Toscana i Italien. Kommunen hade 3 172 invånare (2018).